# Евгений III
Евге́ний III (лат. Eugenius PP. III; в миру Берна́рдо Пагане́лли, итал. Bernardo Paganelli; ? — 8 июля 1153) — папа Римский с 15 февраля 1145 года по 8 июля 1153 года. Первый из цистерцианцев на папском престоле, ученик Бернарда Клервосского, блаженный Римско-католической церкви.

## Духовная карьера
Бернардо Паганелли был уроженцем Пизы. Начиная с XVI века историки считали его членом знатной пизанской семьи Паганелли ди Монтеманьо, но свидетельства современников указывают на его скромное происхождение. В 1106 году стал каноником кафедрального собора Пизы, в 1115 — иподиаконом. Во время своего пребывания в Пизе (май 1134 — февраль 1137) папа Иннокентий II посвятил Паганелли в священники. В 1138 году под влиянием Бернарда Клервоского вступил в Клервоский монастырь цистерцианцев, годом позже стал настоятелем цистерцианского монастыря в Скандрилье. В 1140 году Иннокентий II назначил Паганелли аббатом монастыря Сант-Анастазио-алле-Тре-Фонтане под Римом. Некоторые хроники упоминают о его возведении в кардинальский сан, но письма Бернарда Клервоского однозначно указывают, что Паганелли кардиналом никогда не был.

## Избрание папой
К моменту избрания Бернардо Паганелли на папский престол положение пап в Риме стало критическим. Длительная схизма Иннокентия II и Анаклета II, завершившаяся лишь благодаря смерти последнего; проповеди Арнольда Брешианского; затруднительное положение сменявших друг друга пап Иннокентия II, Целестина II и Луция II — привели к тому, что папы не обладали никакой властью в Риме. После смерти Луция II, погибшего при попытке небольшим отрядом взять Капитолийский холм, никто из кардиналов не хотел принимать папский престол. В связи с этим выбор кардиналов 15 февраля 1145 года пал на аббата Бернардо Паганелли, за которым незримо стоял Бернард Клервоский, самый влиятельный католический деятель эпохи. Сам Бернард Клервоский не одобрил избрание папой своего ученика и, впервые в истории, члена цистерцианского ордена. В письме к кардиналам (номер CCXXXVII) Бернард Клервоский так охарактеризовал их выбор:
Прости вас Бог за то, что Вы сделали!..Вы превратили последнего в первого, и…его новое положение опаснее прежнего…По какой причине или по чьему совету…поспешили вы к простецу, отыскали его в его убежище, вырвали у него из рук топор, кирку или мотыгу и возвели его на престол? 
В письме (номер CCXXXVIII) к самому Евгению III Бернард Клервоский высказался ещё прямее, назвав нового папу «нищим из навозной кучи». Евгений III виделся своему учителю застенчивым, простодушным и слишком мягким.

## Конфликт с римлянами

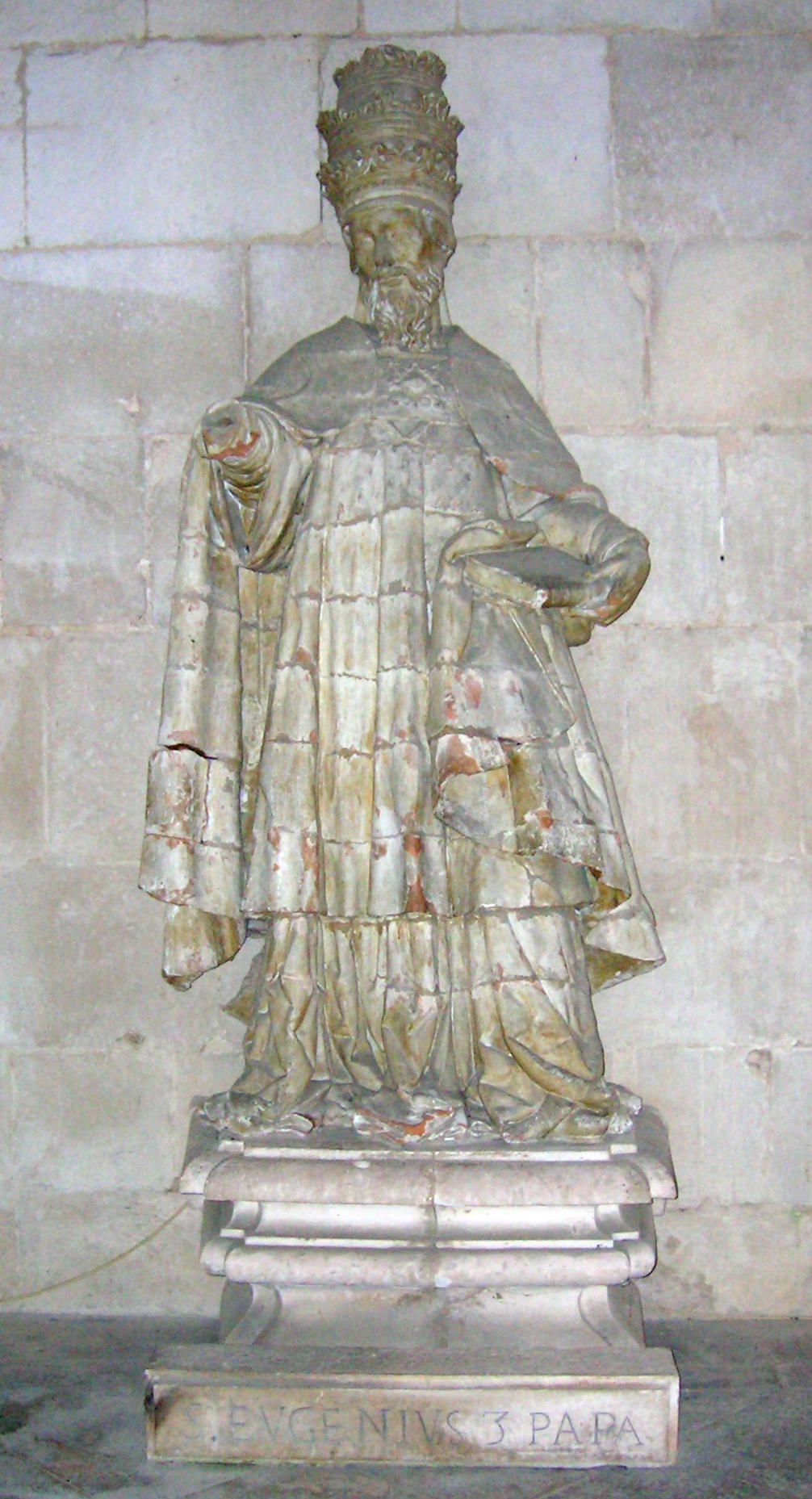
Статуя Евгения III в Португалии

Избранный в монастыре Сан-Чезарео-ин-Палатио на Аппиевой дороге и провозглашённый папой в Латеранском дворце, контролируемых своими союзниками Франджипани, Евгений III должен был проехать через весь Рим на интронизацию в Собор Святого Петра, но столкнулся с мятежными горожанами. Через три дня папа бежал из Рима в монастырь Фарфа, где и был посвящён в епископа и возведён на престол, после чего удалился в безопасный Витербо.
В отсутствие папы римский сенат и патриций Джордано Пьерлеони (брат прежнего антипапы Анаклета II) окончательно захватили власть в городе. Арнольд Брешианский, осуждённый Вторым Латеранским собором в 1139 году, приехал в Витербо, получил от простодушного Евгения III прощение и затем вернулся в Рим, где возобновил свои обличительные проповеди. В городе воцарилась анархия, сопровождавшаяся грабежами не только дворцов знати, но и церквей. В это время Евгений III из Витербо обратился за помощью к Тиволи, другим городам Папской области и королю Рожеру II с просьбой о помощи. Получив от них финансовую и военную поддержку, Евгений III смог добиться изгнания из Рима Пьерлеони и вернуться в столицу незадолго до Рождества 1145 года. По условиям соглашения ежегодно избираемые горожанами сенаторы сохраняли за собой контроль над городом, но приносили присягу папе, и в спорных случаях папа мог вмешиваться в управление городом.
Уже в марте 1146 года сенат принял решение завоевать и разрушить соседний Тиволи, сохранивший в предыдущем конфликте верность папе. Евгений III отказался одобрить это решение и перед лицом нарастающей анархии бежал из Рима в Витербо, затем в Сиену и, наконец, во Францию.
После более чем двухлетнего отсутствия Евгений III смог вернуться в Папскую область только в 1148 году. 7 июля 1148 года на соборе в Кремоне итальянские епископы вновь отлучили от Церкви Арнольда Брешианского, но тот по-прежнему был непререкаемым вождём в Риме. Евгений III поселился в Витербо (где встретил возвращавшегося из неудачного Второго крестового похода Людовика VII и Алиенору Аквитанскую), затем в Тускул. При помощи войск Рожера II Евгений III сумел вновь войти в Рим и отпраздновать Рождество 1149 года в Латеранском дворце. Но сторонники Арнольда Брешианского были несоизмеримо сильнее, и Евгений III вновь бежал из Рима.
Последующие годы папа и его двор перемещались из одного города Папской области в другой. Личные переговоры Евгения III и Рожера II в Чепрано остались безрезультатными, и теперь папа призывал в Италию вернувшегося из Второго крестового похода Конрада III, обещая ему, в случае занятия Рима, императорскую коронацию. Но 15 февраля 1152 года Конрад III умер (первым из преемников Оттона I, так и не коронованным императорской короной), завещав своему племяннику Фридриху Барбароссе немедленно отправиться на коронацию в Рим. Внутренние проблемы Германии задержали нового короля ещё год, в течение которого Евгений III проживал в Тиволи.

## Папа и Второй крестовый поход
В августе 1145 года в Витербо прибыло посольство крестоносцев, возвестившее о падении Эдессы (1144). Евгений III принял решение об организации Второго крестового похода для освобождения Эдессы и ликвидации мусульманской угрозы Иерусалимскому королевству.
Согласно первоначальному замыслу Евгения III, крестовый поход должен был возглавить король Франции Людовик VII, которому и было адресовано соответствующее послание папы. На Рождество 1145 года король объявил вассалам о своём намерении, но столкнулся с их негативной реакцией, о чём и сообщил в ответном послании папе. Поскольку Евгений III был вовлечён в конфликт с собственной столицей, миссия проповеди крестового похода во Франции была поручена Бернарду Клервоскому. В Пальмовое воскресение (31 марта 1146 года) Бернард Клервоский обратился с речью к собранию в Везеле, созванному Людовиком VII. Эта речь вдохновила собравшихся, и уже к вечеру число будущих крестоносцев превзошло количество заготовленных заранее крестов, и Бернарду и его спутникам пришлось рвать собственные монашеские одеяния на лоскуты для крестов.
Вдохновившись успехом, Бернард Клервоский отправился через Бургундию, Лотарингию и Фландрию в Германию, проповедуя о крестовом походе в переполненных церквах. На Рождество 1146 года, в Шпайере после долгих колебаний, крест принял и король Германии Конрад III. Изначально Евгений III не планировал участие германской армии в Крестовом походе, так как помощь ещё не коронованного Конрада III была нужна папе в Риме. Тем не менее, Евгений III не решился критиковать своего учителя, нарушившего его прямые инструкции, и благословил Конрада III на участие в походе.
Неудачу Второго крестового похода Евгений III принял как свою. Встретив в Тускуле возвращавшихся Людовика VII и Алиенору Аквитанскую (1149), Евгений III лично утешал их и предпринял попытку сохранить их распадающийся брак. Евгений III поклялся чете, что никогда не расторгнет их супружеский союз, но в 1152 году под давлением Бернарда Клервоского был вынужден нарушить своё слово и аннулировать этот брак.
Составной частью Второго крестового похода рассматривается Крестовый поход против славян, который Евгений III объявил 13 апреля 1147 года буллой Divini dispensatione. Призывая к крестовому походу против вендов, папа приравнивал участие в нём к крестовым походам на Восток и Реконкисте. Пообещав участникам крестового похода на вендов отпущение грехов, Евгений III одновременно пригрозил отлучением от церкви тем, кто не сдержит свой обет крестоносца.

## Деятельность Евгения III вне Италии
Вынужденный покинуть Рим в 1146 году Евгений III провёл более чем два года во Франции и Германии. Избавленный от мелочных итальянских политических дрязг папа показал себя в эти годы истинным лидером Католической церкви. Он председательствовал на трёх соборах (в 1147 году в Париже, в 1148 году в Трире и Реймсе), принявших каноны против неподобающего поведения священнослужителей. Евгений III низложил трёх недостойных, по его мнению, архиепископов (Майнца, Реймса и Йорка). Низложение Вильяма Йоркского, осуществлённое по настоянию цистерцианцев, стало очередной вехой в растянувшейся на тринадцать лет борьбе ордена против этого архиепископа.
Позднее, в 1152 году, для разрешения накопившихся противоречий Евгений III послал в Скандинавию легата Николаса Брейкспира (будущий Папа Адриан IV), чья двухлетняя миссия стала важной вехой в формировании национальных архиепископств в Норвегии и Швеции. Евгений III начал переговоры об унии с симпатизировавшим Западу византийским императором Мануилом I.

## Смерть и почитание

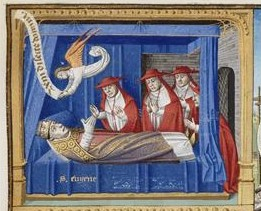
Смерть Евгения III

Так и не дождавшись обещанной помощи от Фридриха Барбароссы (ею смог воспользоваться только его второй преемник Адриан IV), Евгений III скоропостижно скончался в Тиволи 8 июля 1153 года. Так и не овладев Римом при жизни, он при огромном стечении народа был погребён в соборе святого Петра, и его гробница стала объектом паломничества.
Несмотря на первоначально уничижительное мнение своего учителя Бернарда Клервоского, Евгений III остался в истории достойным папой. Он умел сочетать необходимую твёрдость с природной мягкостью и добросердечием. До самой смерти он носил под папскими одеяниями грубую белую рясу цистерцианца, и даже его политические противники признавали его неподдельное благочестие. Аббат Клюни Пётр Достопочтенный отозвался о Евгении III:
Я нашёл в нём самого верного друга, самого искреннего брата, самого честного отца. Его ухо всегда было готово для слышания, а уста — для скорого и мудрого совета. Никогда он не вёл себя по отношению к другому как высший, но скорее как равный и даже низший
28 декабря 1872 года Пий IX, подобно Евгению III лишившийся светской власти в Риме, причислил своего предшественника к лику блаженных.